# Jabotabek
Jabotabek je akronym používaný k označení indonéské metropolitní oblasti, která je tvořena Jakartou a přilehlými sídly v provinciích Banten a Západní Jáva. Název je odvozen od počátečních slabik největších sídel (Jakarta, Bogor, Tangerang a Bekasi). Mezi největší města oblasti patří také Depok, proto je někdy používán i delší název Jabodetabek.
Jabotabek patří mezi největší aglomerace na světě (po Velkém Tokiu druhá největší na světě), v roce 2022 zde žilo skoro  32 milionu lidí, přičemž počet obyvatel dále roste. Kromě výše jmenovaných měst jsou do metropolitní oblasti počítány i přilehlé okresy (kabupaten) Bogor, Tangerang a Bekasi.